# Copaxa canella
Copaxa canella är en fjärilsart som beskrevs av Walker 1855. Copaxa canella ingår i släktet Copaxa och familjen påfågelsspinnare. Inga underarter finns listade i Catalogue of Life.